# John Laselle
John Laselle, född 12 juli 1979, är en svensk medeldistanslöpare tävlande för Turebergs FK. Han vann SM-guld på 1500 meter utomhus i Gävle 2002 och blev svensk inomhusmästare i Göteborg 2004. Han har tävlat för Sverige i Finnkampen 2002, 2003 och 2008.
Efter idrottskarriären har John engagerat sig som social entreprenör och verksamhetsledare för organisationen Löparakademin som med idrott som främsta verktyg arbetar med jämlik hälsa och social inkludering i Sveriges miljonprogramsområden. 
John Laselle har varit Change Leader för den Kinnevikägda organisationen Reach for Change och fick för sitt arbete med Löparakademin pris som Årets Barn- och Ungdomsledare på friidrottsgalan 2017.  

## Personliga rekord
| Utomhus - 800 meter – 1:49,67 (Växjö 29 augusti 2000) - 1 000 meter – 2:25,10 (Potchefstroom, Sydafrika 24 januari 2005) - 1 500 meter – 3:42,90 (Arnhem, Nederländerna 25 juni 2003) | Inomhus - 800 meter – 1:53,34 (Sätra 24 januari 2009) - 800 meter – 1:53,77 (Stockholm 15 februari 2005) - 1 500 meter – 3:47,20 (Göteborg 7 februari 2004) - 3 000 meter – 8:08,12 (Prag, Tjeckien 4 februari 2006) |

### Fotnoter
1. 1 2 3  Wiger 2006, s. 53.
2. ↑  ”Stora SM 2008, dag 3”. trackandfield.se. Arkiverad från originalet den 24 augusti 2010. https://web.archive.org/web/20100824041425/http://www.trackandfield.se/Resultat/2008/080803.htm. Läst 20 maj 2013.
3. ↑  Wiger 2006, s. 81.
4. ↑  Wiger 2006, s. 160.
5. 1 2 3  Wiger 2006, s. 164.
6. ↑  ”Stafett-SM 2009”. ifgota.se. Arkiverad från originalet den 4 mars 2016. https://web.archive.org/web/20160304103354/http://www.ifgota.se/result/Uploaded/stafettsm09.html. Läst 29 maj 2013.
7. ↑  ”Ändrade SM-resultat 2009”. friidrott.se. 7 december 2009. Arkiverad från originalet den 10 december 2022. https://web.archive.org/web/20221210221723/https://iof2.idrottonline.se/. Läst 21 november 2016.
8. 1 2 3 4  Wiger 2006, s. 171.
9. ↑  ”Stafett-SM 2006”. idrottonline.se. Arkiverad från originalet den 10 juni 2015. https://web.archive.org/web/20150610132850/http://www2.idrottonline.se/ImageVaultFiles/id_35895/cf_359/2006StafettSM.pdf. Läst 19 april 2013.
10. ↑  ”Stafett-SM 2010”. ranas4h.nu. Arkiverad från originalet den 8 december 2015. https://web.archive.org/web/20151208144853/http://www.ranas4h.nu/resultat/2010/stafett-sm.html. Läst 29 maj 2013.
11. ↑  ”Stora inne-SM 2004, resultat” (htm). idrottonline.se. Arkiverad från originalet den 23 november 2015. https://web.archive.org/web/20151123030953/http://iof2.idrottonline.se/ImageVaultFiles/id_16756/cf_78/040222ism.HTM. Läst 21 april 2015.
12. ↑  ”Stora inne-SM 2005, resultat” (pdf). mai.se. Arkiverad från originalet den 21 februari 2006. https://web.archive.org/web/20060221095925/http://www.mai.se/resultat/resultatlista-ism.2005.pdf. Läst 12 april 2015.
13. ↑  ”Stora inne-SM 2006 herrar, resultat” (html). friidrott.stockholm.se. http://www.friidrott.stockholm.se/ism2006/resultat/f_man_resultat.html. Läst 6 april 2015.
14. ↑  ”Stora inne-SM 2008, resultat” (pdf). mai.se. Arkiverad från originalet den 14 april 2015. https://web.archive.org/web/20150414002300/http://www.mai.se/resultat/resultat_inne-sm_2008.pdf. Läst 11 april 2015.
15. 1 2 3 4 5 6 7  ”Personsida på AllAthletics”. all-athletics.com. Arkiverad från originalet den 10 augusti 2016. https://web.archive.org/web/20160810123526/http://www.all-athletics.com/node/74194. Läst 13 juni 2016.
16. ↑  http://www.diamondleague.com/athletes/14227775.htm
17. ↑  ”Våra Change Leaders Reach for Change” (på engelska). Reach for Change. Arkiverad från originalet den 8 november 2017. https://web.archive.org/web/20171108143607/http://sweden.reachforchange.org/sv/om-oss/vara-change-leaders. Läst 2 december 2017.
18. ↑  ”:: friidrott.se :: - Nyheter & Artiklar”. www.friidrott.se. Arkiverad från originalet den 3 december 2017. https://web.archive.org/web/20171203013842/http://www.friidrott.se/nyheter.aspx?id=21591. Läst 2 december 2017.
19. 1 2 3 4 5 6  ”Personsida på European Athletics' webbplats”. european-athletics.org. http://www.european-athletics.org/athletes/group=l/athlete=143882-laselle-john/index.html. Läst 13 juni 2016.